# Wang Ziling
Wang Ziling (em chinês:  王 子淩; 14 de janeiro de 1972) é uma ex-jogadora de voleibol da China que competiu nos Jogos Olímpicos de 1996.
Em 1996, ela fez parte da equipe chinesa que conquistou a medalha de prata no torneio olímpico, no qual atuou em cinco partidas.